# Зовнішня політика Кенії
Зовнішня політика Кенії — загальний курс Кенії у міжнародних справах. Зовнішня політика регулює відносини Кенії з іншими державами. Реалізацією цієї політики займається міністерство закордонних справ Кенії.

## Історія
Найробі є одним з головних міст Східної Африки. У Найробі одна з найкращих транспортних систем у регіоні, а також інфраструктура зв'язку і рівень персоналу в установах. Багато іноземних фірм мають регіональні філії або представництва в цьому місті. Незважаючи на внутрішню напруженість у Судані й Ефіопії, Кенія підтримує з ними хороші стосунки. Відносини Кенії з Угандою і Танзанією зміцнюються, оскільки ці три країни розраховують на взаємну економічну вигоду. У березні 1996 року президенти Кенії, Танзанії й Уганди ухвалили рішення відродити організацію Східноафриканське співтовариство (САС). Серед цілей САС: регулювання тарифів і митних режимів, вільне пересування людей і поліпшення регіональної інфраструктури. У січні 2001 року було офіційно створено організацію Східноафриканське співтовариство, в яка має парламент, Східноафриканську законодавчу асамблею і секретаріат в Аруші (Танзанія). Протокол Митного союзу, підписаний 2004 року, набув чинності 1 січня 2005 року. Бувши членом Міжурядового органу з питань розвитку МОПР (до складу якого входять Уганда, Ефіопія, Еритрея, Джибуті, Сомалі та Судан), Кенія грає ключову посередницьку роль у мирних переговорах в Судані і Сомалі.
Економіка Кенії, розвинена інфраструктура і відносна стабільність роблять цю країну впливовим гравцем у регіоні. Кенія грала активну роль у переговорах щодо врегулювання громадянської війни в Судані і вже давно працює над вирішенням проблеми нестабільності в Сомалі. 9 січня 2005 року в Найробі було підписано Всеохопну мирну угоду між Північчю і Півднем Судану. У липні 2011 року Південний Судан став незалежною державою. Внаслідок переговорів у рамках Сомалійської конференції з національного примирення в кінці 2004 року було створено перехідні федеральні інститути Сомалі (асамблея, президент, прем'єр-міністр і уряд). До початку 2005 року Кенія брала активну участь у створенні цих інститутів і спочатку розмістила їх на своїй території. У період з травня по червень 2005 року члени перехідних федеральних установ Сомалі переїхали в Могадішо. Потім, Кенія зіткнулася з проблемами через події в Сомалі, на її території відбувалися гучні інциденти, пов'язані з викраденням і вбивством європейських туристів. 16 жовтня 2011 року Кенія направила збройні сили в Сомалі, прагнучи відкинути екстремістські елементи від свого кордону. Кенія довгий час забезпечувала безпеку і направляла гуманітарну допомогу в Сомалі. До 2012 року в Кенії проживало понад 600 000 біженців, більшість з яких були з Сомалі.
Відносини Кенії з західними країнами в цілому дружні, хоча нинішня політична та економічна нестабільність у країні іноді пояснюється місцевими політиками тиском Заходу. Рішення Кенії призупинити відносини з Сахарською Арабською Демократичною Республікою (САДР) на користь відносин з Марокко було нелегким, дуже делікатним, оскільки на той момент САДР була членом Африканського союзу, а Марокко — ні. Для Кенії це було економічно вигідним рішенням, оскільки вона отримала вихід на ринок Марокко. До 2007 року Кенія мала амбітні плани з відкриття низки дипломатичних місій по всьому світу. Головною метою кенійської дипломатії було сприяння економічному розвитку за допомогою розширення доступу до ринків і збільшення інвестицій і грошових переказів. Африка змінила Європу в ролі головного напрямку діяльності міністерства закордонних справ Кенії.
Основною мотивацією Кенії для активної участі у врегулюванні конфліктів у Судані і Сомалі був потенційний ринок, який ці країни можуть запропонувати в разі нормалізації обстановки. Політична нестабільність у регіоні часто заважає торгівлі. Кенія прагне уникнути серйозних конфліктів з іншими країнами, щоб не заважати реалізації ділових інтересів. Крім розвитку торгівлі, іншим дипломатичним пріоритетом Кенії є захист довгострокових стратегічних інтересів, особливо водних ресурсів. У зв'язку з цим Кенія брала участь у засіданнях комісії з використання ресурсів ріки Нілу, в якій брали участь усі десять держав, по території яких протікає ця річка. В останні роки Кенія досягла величезних успіхів у розвитку відносин з Єгиптом у тому, що стосується вод Нілу (включно з озером Вікторія), відкриття єгипетського ринку і отримання допомоги з метою розвитку (будівництво шкіл, надання лікарів). Китай теж відкрив свій ринок для кенійських товарів і зробив величезний внесок у розвиток інфраструктури, будівництво доріг, шкіл і багатьох інших проєктів. 4 квітня 2007 року голова НПУРК Цзя Цінлінь відвідав Кенію, щоб провести переговори з президентом Кенії Мваї Кібакі і взяти участь у відкритті дороги, побудованої китайськими фірмами. Інвестиції китайських фірм у Кенії дали менш вражаючі результати, почасти тому, що китайським виробникам немає особливого економічного сенсу виробляти в Кенії те, що вони могли б дешевше експортувати з дому. Торговий баланс між країнами склався на користь Китаю, і в Кенії існує занепокоєння з приводу конкурентоздатності своєї продукції, особливо у швейному секторі Кенії, який раніше розвивався.